# Ede-Karoly Molnar
Ede-Karoly Molnar, né le 6 mars 1996, est un coureur cycliste roumain. Spécialiste du VTT, il pratique le cross-country eliminator, le cross-country, ainsi que le cyclo-cross.

## Biographie
En tant que junior (17/18 ans), Ede-Karoly Molnar remporte les championnats de Roumanie de cross-country (XCO) en 2014. Malgré de nombreuses places sur le podium, il ne réussit pas à remporter de nouveaux titres dans cette discipline dans les catégories espoirs et élites, car il est régulièrement battu par Vlad Dascalu. Il gagne quelques victoires dans des courses de VTT en Roumanie et dans le reste des pays des Balkans, mais n'obtient aucun résultat significatif en Coupe du monde et aux Championnats du monde.
Molnar connait du succès principalement dans le cross-country eliminator (XCE), où il peut montrer ses qualités de sprinteur. Dans cette discipline, il est champion de Roumanie de 2016 à 2023. Il n'apparait au niveau international qu'aux championnats d'Europe en 2022, où il décroche la médaille de bronze. En 2023 à Sakarya, il devient  champion d'Europe de cross-country eliminator, une première pour un Roumain dans cette discipline. À partir de 2023, il participe également à la Coupe du monde  de cross-country eliminator et remporte sa première victoire en Coupe du monde à Paris en 2024.
En cyclo-cross, une discipline qui se pratique en hiver, les activités de Molnar se limitent à participer à des compétitions nationales. Fin 2019, il devient champion de Roumanie de cyclo-cross.

## Palmarès en VTT

### Coupe du monde
- Coupe du monde de cross-country eliminator
  - 2024 : 4e du classement général, vainqueur d'une manche

### Championnats d'Europe
- Anadia 2022
  -  Médaillé de bronze du cross-country eliminator
- Sakarya 2023
  -  Champion d'Europe de cross-country eliminator
- Gibraltar 2024
  -  Médaillé de bronze du cross-country eliminator

### Championnats nationaux
- 2014
  -  Champion de Roumanie de cross-country juniors
- 2016
  -  Champion de Roumanie de cross-country eliminator
- 2017
  -  Champion de Roumanie de cross-country eliminator
- 2018
  -  Champion de Roumanie de cross-country eliminator
  -  Champion de Roumanie de cross-country marathon
- 2019
  -  Champion de Roumanie de cross-country eliminator
- 2020
  -  Champion de Roumanie de cross-country eliminator
- 2021
  -  Champion de Roumanie de cross-country eliminator
- 2022
  -  Champion de Roumanie de cross-country eliminator
- 2023
  -  Champion de Roumanie de cross-country eliminator
- 2024
  -  Champion de Roumanie de cross-country
  -  Champion de Roumanie de cross-country short track

## Palmarès en cyclo-cross
- 2018-2019
  - 2e du championnat de Roumanie de cyclo-cross
- 2019-2020
  -  Champion de Roumanie de cyclo-cross
- 2021-2022
  - 3e du championnat de Roumanie de cyclo-cross